# Сухоставська сільська рада
Сухоста́вська сільська́ ра́да — колишня адміністративно-територіальна одиниця та орган місцевого самоврядування в Гусятинському районі Тернопільської області. Адміністративний центр — с. Сухостав.

## Загальні відомості
- Територія ради: 12,185 км²
- Населення ради: 982 особи (станом на 2001 рік)
- Територією ради протікає річка Нічлава

З 30 липня 2018 р. у складі Копичинецької міської громади.

## Населені пункти
Сільській раді підпорядковані населені пункти:
- с. Сухостав

## Склад ради
Рада складається з 16 депутатів та голови.
- Голова ради: Мацик Роман Михайлович
- Секретар ради: Сава Віра Романівна

### Керівний склад попередніх скликань
| Прізвище, ім'я, по батькові | Основні відомості                                                                     | Дата обрання | Дата звільнення |
| --------------------------- | ------------------------------------------------------------------------------------- | ------------ | --------------- |
| Гуменний Степан Васильович  | Сільський голова, 1958 року народження, член Всеукраїнського об'єднання «Батьківщина» | 26.03.2006   | 09.03.2010      |
| Федор Оксана Олексіївна     | Сільський голова, 1974 року народження, освіта вища, позапартійна                     | 31.10.2010   | 22.08.2013      |
| Мацик Роман Михайлович      | Сільський голова, 1971 року народження, освіта середня спеціальна, безпартійний       | 25.05.2014   |                 |

Примітка: таблиця складена за даними сайту Верховної Ради України

### Депутати
За результатами місцевих виборів 2010 року депутатами ради стали:

#### За суб'єктами висування
| Суб'єкт висування | Кількість обраних депутатів | %   |
| ----------------- | --------------------------- | --- |
| Самовисування     | 16                          | 100 |

#### За округами
| № округу | Прізвище, ім'я, по батькові      | Дата визнання обраним | Освіта             | Партійна приналежність | Відомості про обраного депутата                      |
| -------- | -------------------------------- | --------------------- | ------------------ | ---------------------- | ---------------------------------------------------- |
| 1        | Турчинська Олександра Михайлівна | 01.11.2010            | вища               | позапартійна           | Яблунівський санаторій, вчитель                      |
| 2        | Сик Галина Іванівна              | 01.11.2010            | середня спеціальна | позапартійна           | тимчасово не працює                                  |
| 3        | Сава Віра Романівна              | 01.11.2010            | вища               | позапартійна           | Яблунівська загальноосвітня школа, вчитель           |
| 4        | Мацик Ярослав Іванович           | 01.11.2010            | середня спеціальна | позапартійний          | М, ХоростківАгрофірма"Славутич", зав. складом        |
| 5        | Кульчицька Ганна Михайлівна      | 01.11.2010            | середня спеціальна | позапартійна           | Яблунівська с/р, бухгалтер                           |
| 6        | Кашуба Іван Дмитрович            | 01.11.2010            | середня спеціальна | позапартійний          | пенсіонер                                            |
| 7        | Матіяш Михайло Іванович          | 01.11.2010            | середня спеціальна | позапартійний          | пенсіонер                                            |
| 8        | Беших Оксана Іванівна            | 01.11.2010            | середня спеціальна | позапартійна           | Сухоставська загальноосвітня школа, помічник кухара  |
| 9        | Бутрин Олександра Євстахівна     | 01.11.2010            | вища               | позапартійна           | Яблунівська загальноосвітня школа І-ІІІ ст., вчитель |
| 10       | Свиргун Василь Михайлович        | 01.11.2010            | середня спеціальна | позапартійний          | приватний підприємець                                |
| 11       | Орішко Діна Володимірівна        | 01.11.2010            | середня спеціальна | позапартійна           | Копичинецька Лікарня, медсестра                      |
| 12       | Барабаш Наталія Іванівна         | 01.11.2010            | незакінчена вища   | позапартійна           | Сухостав с/р, бухгалтер                              |
| 13       | Ковальчук Віра Миколаївна        | 01.11.2010            | середня спеціальна | позапартійна           | Сухостав дитячий садок, вихователь                   |
| 14       | Бобик Тетяна Вікторівна          | 01.11.2010            | вища               | позапартійна           | тимчасово не працює                                  |
| 15       | Коробій Степан Іванович          | 01.11.2010            | середня спеціальна | позапартійний          | тимчасово не працює                                  |
| 16       | Русиняк Ольга Іванівна           | 01.11.2010            | вища               | позапартійна           | Сухоставська загальноосвітня школа, школа            |